# あしかがひめたま
あしかがひめたまは、栃木県足利市で2010年7月より実施されている萌えおこし企画。主導は足利ひめたま委員会である。

## 概要
アニメーター・奥田泰弘のキャラクターデザインで、足利市の織姫神社と門田稲荷神社（下野國一社八幡宮境内社）の祭神に由来する美少女キャラクター・おりひめ（ひめちゃん）とみたま（たまちゃん）が「あしかがをげんきにしよっ」をキャッチコピーに、市内のイベントや地元商店限定のノベルティ配布などの活動に従事する。
2010年7月1日に公開されたポスターは比較的、頭身が高く描かれているが、公式サイト上のキャラクターはちびキャラ状態で描かれている。
2010年11月3日には、足利ひめたま委員会主催による痛車イベントが渡良瀬川河川敷中橋緑地多目的広場（左岸）で開催されるとともに足利市通4丁目の織姫交番付近のテナントでひめたまショップがグランドオープンした。
2015年4月5日、萌えキャラ学会の正会員となった。

## 実績
年に2回行われる「足利ひめたま痛車祭」は回を重ねるごとにその規模を拡大し、2016年6月の第11回の開催では、展示数およそ300台と国内屈指の痛車イベントとなりつつある。
市内で行われたイベント「わたらせ・サマー・フェスタ」内で無料配布されたうちわ（1000枚）は好評につき増刷している。また同イベント内で販売されたポスターも完売するなどしている。
数日限定でひめたまのオリジナルグッズを扱うショップも開店している。また、足利商工会議所友愛会館内でグッズを、織姫神社及び門田稲荷神社ではオリジナル絵馬の販売を行っている。グッズが完売してその日に購入することができないお客もいたが今では再発売されている。なお、サマー・フェスタで販売されたポスターの販売予定はないが別バージョンのポスター3種類は2010年12月31日より販売されている。ショップは2010年11月3日・23日・12月31日から2011年1月3日と開店は不定期であるが、2010年12月11日から12日の2日間は渡良瀬川河川敷中橋縁地多目的広場で行われたクリスマス・バルーンフェスタのイベントに参加して出張営業した。
2011年2月13日には、たまちゃんこと「かどた☆みたま」の家である門田稲荷神社でたまちゃんの生誕前日祭イベントが開催された。ショップオープンはされず門田稲荷神社で出張営業される。グッズに関しては既存のグッズはもちろん携帯体温計等の新しいグッズも販売された。以降、毎年同日前後に開催されている。
2011年4月29日には、市内の河川敷で行われた「ガンバロー日本・足利チャリティーイベント」に参加し出張営業した。
株式会社ハンクルズが調査する、ご当地キャラクター人気ランキングでは、ゆるキャラを含む総勢4390体あまりに及ぶキャラクターの中で、門田みたまが全国11位（栃木県下3位）、はたがみ織姫が全国13位（栃木県下4位）を記録している（2022年10月7日時点）。

## アニメ化
地元企業とアニメ制作会社が連携し、足利市を舞台としたアニメ作品としての「あしかがひめたま」を製作し町おこしをしようという試みが検討されている。このような試み（聖地巡礼）は埼玉県鷲宮町（現：久喜市）の鷲宮神社（アニメ『らき☆すた』の舞台となった）が有名であるが、これが既存のアニメを観光に利用しているのに対し、「あしかがひめたま」に関しては、地元から人気アニメを発信していくという新しいアニメツーリズムの形と言える。

## 登場キャラクター
はたがみ☆おりひめ（ひめちゃん）
- 5月5日生まれ。
- 好きなもの：桃色、いちご、桜
- 苦手なもの：辛いものがちょっぴり苦手
- 得意なこと：縁むすび、おさいほうとお料理

かどた☆みたま（たまちゃん）
- 2月14日生まれ。
- 白狐のシロ吉を連れている。
- 好きなもの：空色、椿、甘いおいなりさん
- 苦手なもの：お料理、あやとり
- 得意なこと：悪縁切り、切り絵細工

門田☆シロ吉
- 門田稲荷神社の白狐。